# Painblanc
Painblanc ist eine französische Gemeinde mit 169 Einwohnern (Stand 1. Januar 2022) im Département Côte-d’Or in der Region Bourgogne-Franche-Comté. Sie gehört zum Arrondissement Beaune  und zum Kanton  Arnay-le-Duc.

## Lage
Nachbargemeinden von Painblanc  sind Sainte-Sabine im Norden, Chaudenay-la-Ville im Nordosten, Thorey-sur-Ouche und Bligny-sur-Ouche im Osten, Vic-des-Prés im Südosten, Auxant im Süden, Culètre im Südwesten, und Cussy-le-Châtel im Westen.
Ortsteile von Painblanc sind Pasquier und Nuas.

## Bevölkerungsentwicklung
| Jahr                       | 1962 | 1968 | 1975 | 1982 | 1990 | 1999 | 2012 |
| Einwohner                  | 232  | 211  | 189  | 197  | 169  | 142  | 157  |
| Quellen: Cassini und INSEE |      |      |      |      |      |      |      |

## Persönlichkeiten
Charles Clémencet (1703–1778), Mönch, Rhetoriker und Historiker, geboren in Painblanc

## Siehe auch

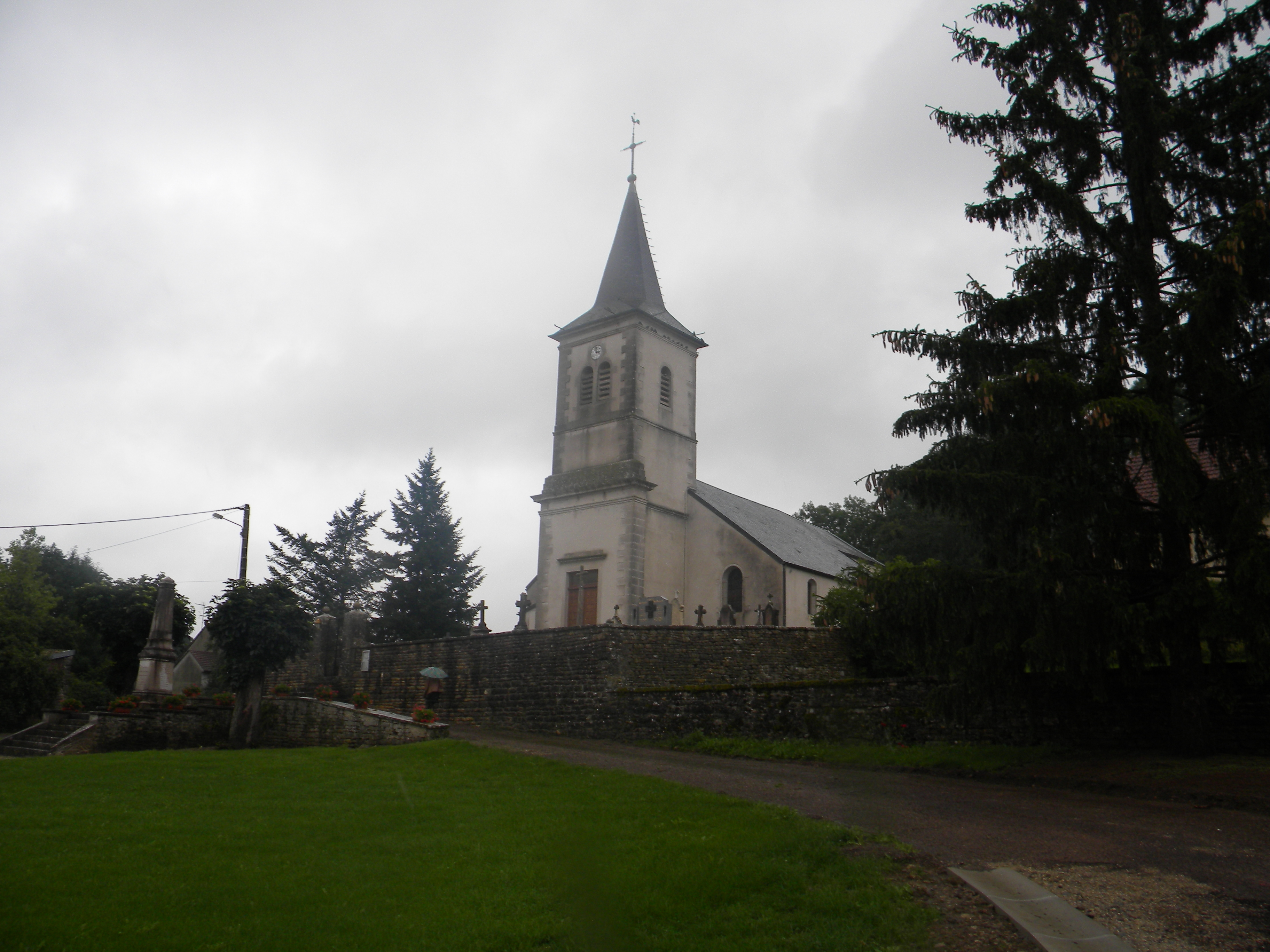
Kirche Saint-Pierre